# Яшнабад (станция метро)
Яшнабод (узб. Yashnobod) — станция Ташкентского метрополитена.
Была открыта для пассажиров 30 августа 2020 года в составе первого участка линии Тридцатилетия независимости Узбекистана.
Расположена между станциями «Технопарк» и «Тузель».

## История
Строительство станции началось 1 октября 2017 года.
Работы по строительству станции были завершены 3 февраля 2020 года. Проектное название станции было «Ахангаран».
Станция запущена в эксплуатацию 30 августа 2020 года. Некоторое время после открытия станция носила временное название «Бекат-2» (Станция-2). 9 августа 2023 года, после опросов жителей города, станция официально получило название «Яшнабод».
Располагается в Яшнабадском районе, в честь которого и получила своё название.

## Характеристика
Надземная, крытая, с островным расположением платформы. 
Имеет два вестибюля. С южной стороны оборудована лифтом для маломобильных пассажиров, с северной стороны установлен трёхленточный эскалатор.

## Галерея
- Вид станции снаружи
- Метропоезд 81-765/766/767 «Москва» на станции
- Модифицированный метропоезд 81-717/714 на станции
- Вид станции изнутри